# Maxwell Jacob Friedman
Maxwell T. Friedman (* 15. März 1996 in Plainview, New York), besser bekannt unter seinem Ringnamen Maxwell Jacob Friedman (MJF), ist ein US-amerikanischer Wrestler. Er steht bei All Elite Wrestling unter Vertrag. Sein größter Erfolg ist der Erhalt der AEW World Championship. Seine erste Regentschaft als AEW World Champion (November 2022 bis Dezember 2023) ist mit 406 Tagen die bis dato längste der Titelhistorie. Fachjournalisten bezeichneten ihn bereits früh als Ausnahmetalent und als einen der besten Heels im aktuellen Wrestling. Er gilt als begnadeter Entertainer (Micwork).

## Wrestling-Karriere

### Debüt
Friedman gab sein Pro-Wrestling-Debüt am 13. Februar 2015 bei der CAP Create A Pro Wrestling Show der Create A Pro Wrestling Academy. Gemeinsam mit Joe Bronson durfte er Luciano und Vinny Spano in einem Tag-Team-Match besiegen. Dabei trat er als Maxwell Jacob Feinstein an.

### Combat Zone Wrestling (2015–2018)
Während er in anderen Promotionen weiterhin als Maxwell Jacob Feinstein antrat, debütierte Friedman am 19. August 2015 unter dem Namen Pete Lightning für Combat Zone Wrestling (CZW). An der Seite von Hous Blazer verlor er ein Tag-Team-Match gegen Eddy Blackwater und Josh Adams.  Ab August 2016 nutzte er auch bei CZW den Namen Maxwell Jacob Feinstein. Bei Sacrifices am 13. Mai 2017 durfte er erstmals die CZW Wired Championship von Johnny Yuma gewinnen. Danach nutzte er bei CZW den Namen Maxwell Jacob Friedman, den er erstmals am 30. April 2017 bei einer Show von Premiere Wrestling Xperience genutzt hatte. Den Titel gab er am 14. Oktober 2017 bei The Wolf Of Wrestling an Joey Janela ab. Von diesem durfte er den Titel am 9. Dezember 2017 bei Cage Of Death 19 ein zweites Mal gewinnen. Am 10. Februar 2018 verlor er den Titel bei CZW Nineteen an Alex Colon. Bei Best Of The Best 17  durfte Friedman die CZW World Heavyweight Championship von Rickey Shane Page gewinnen. Den Titel hielt er bis zum 9. November 2018, als er ihn bei PWF Hotdog And A Handshake an Teddy King abgab. Danach verließ er CZW.

### Major League Wrestling (2017–2020)
Am 5. Oktober 2017 trat Friedman erstmals für Major League Wrestling (MLW) an, als er bei One Shot Jimmy Yuta besiegen durfte. Die MLW Middleweight Championship durfte er am 19. Juli 2018 gewinnen, in einem Match gegen Joey Ryan um den vakanten Titel. Am 12. Dezember 2018 musste Friedman den Titel wegen einer Verletzung kampflos abgeben. Gemeinsam mit Richard Holliday und Alexander Hammerstone bildete Friedman das Stable The Dynasty. Friedman und Holliday gewannen am 6. Juli 2019 die MLW World Tag Team Championship von The Hart Foundation (Brian Pillman Jr. und Teddy Hart). Den Titel verloren sie am 2. November 2019 bei Saturday Night SuperFight an The Von Erichs (Marshall von Erich und Ross von Erich). Am 13. Januar 2020 gab Friedman bekannt, nicht mehr für MLW anzutreten.

### All Elite Wrestling (seit 2019)

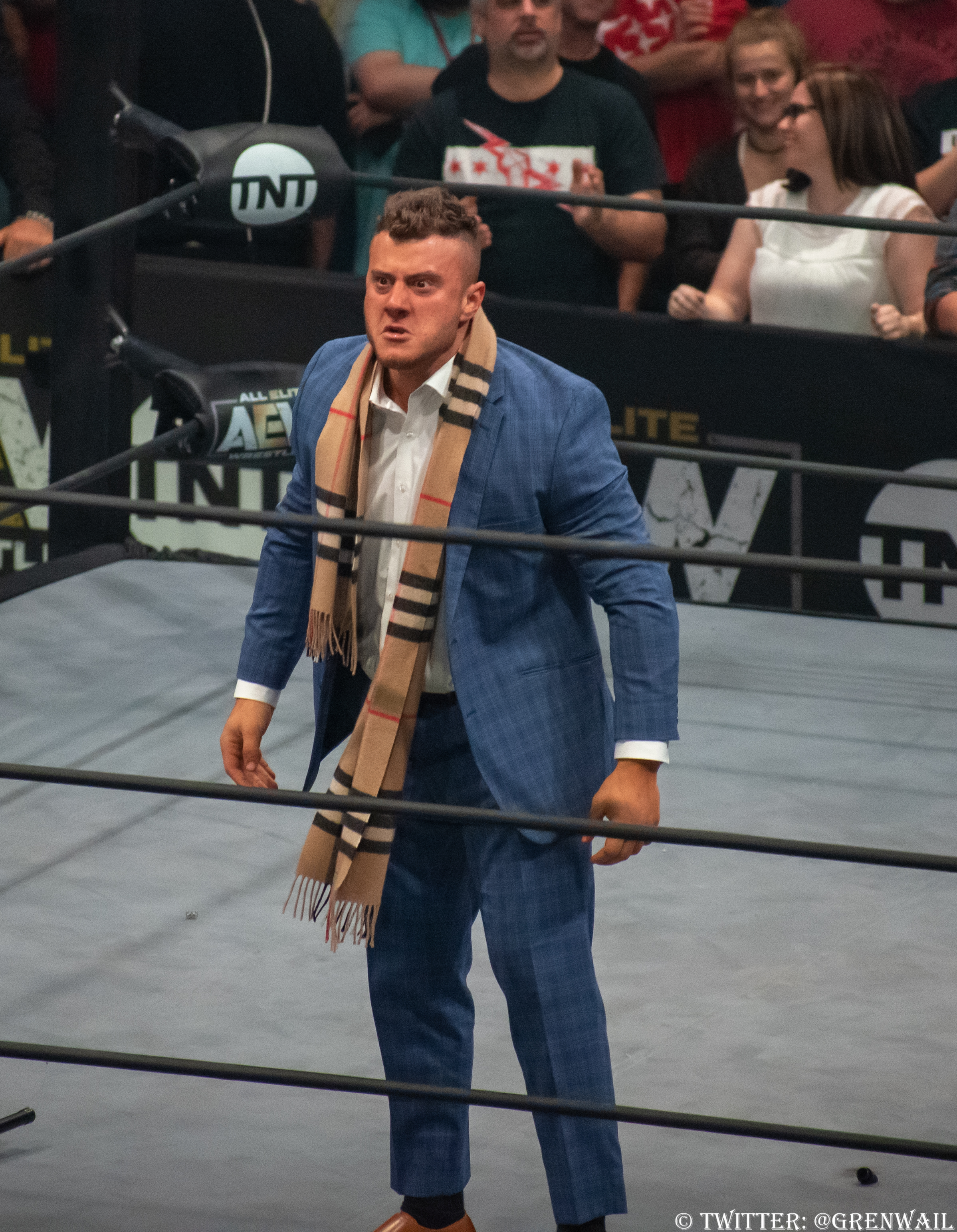
MJF mit seinem Markenzeichen, einem Burberry-Schal (2019)

Mit seinem Engagement bei All Elite Wrestling (AEW) wurde Friedman erstmals einem größeren internationalen Publikum bekannt. Während der ersten Pressekonferenz der neugegründeten Promotion am 7. Januar 2019 wurde Friedman als Teil des Rosters vorgestellt. Sein AEW-Debüt-Match bestritt er am 25. Mai 2019 beim ersten AEW-Event Double or Nothing. Dort nahm er an der 21-Man-Casino-Battle-Royale teil, dessen Sieger sich für das erste Match um die AEW World Championship qualifizierte. Dabei wurde er als letzter verbliebener Teilnehmer vom Sieger Adam Page eliminiert. Mit der am 9. November 2019 bei Full Gear begonnenen Fehde gegen Cody stieg MJF zum Main Eventer auf. Wardlow wurde in der Dynamite-Ausgabe vom 13. November 2019 als Friedmans Bodyguard vorgestellt. Am 20. November 2019 bei Dynamite gewannen MJF und Adam Page die Dynamite Dozen Battle Royal gewinnen. In der Dynamite-Ausgabe vom 27. November 2019 bestritten beide das daraus resultierende Match um den Dynamite Diamond Ring, den MJF gewann.
CBS Sports zeichnete Friedman mit dem Wrestling Award als Rookie of the Year 2019 aus.
Mit seinem Sieg über Chris Jericho bei Full Gear am 7. November 2020 trat Friedman Jerichos Stable The Inner Circle gemeinsam mit seinem Bodyguard Wardlow bei. Am 2. Dezember 2020 durften Friedman und Orange Cassidy bei Dynamite als die letzten verbleibenden Teilnehmer die Dynamite Diamond Battle Royale gewinnen. Das sich daraus ergebende Finalmatch durfte Friedman bei Dynamite am 3. Dezember 2020 gegen Cassidy gewinnen und erhielt somit nach 2019 zum zweiten Mal in Folge den Dynamite Diamond Ring. 
Im März 2021 formierte MJF das Stable The Pinnacle, bestehend aus FTR (Dax Harwood und Cash Wheeler), Shawn Spears und Wardlow, das sich im Juni 2022 auflöste.
Ende 2021 startete er eine Fehde gegen CM Punk, der kurz zuvor nach einer siebenjährigen Pause vom Wrestling bei AEW debütiert hatte. MJF war als Kind bereits Fan von CM Punk gewesen und forderte nun sein ehemaliges Idol heraus. Im Laufe der Fehde stellten sowohl Punk als auch MJF ihr Micwork in mehreren intensiven und langen Promos unter Beweis. Im Februar 2022 fügte MJF Punk dessen erste Niederlage bei AEW zu. Bei AEW Revolution am 6. März 2022 gewann Punk das finale Match der Fehde gegen MJF. Pro Wrestling Illustrated wählte die Fehde zur Feud of the Year, MJF gewann zudem die Kategorie Most Hated Wrestler of the Year.

#### World Champion und Story mit Adam Cole (2022–2023)
Am 19. November 2022 besiegte MJF Jon Moxley bei Full Gear mit der Hilfe von Moxleys Manager William Regal und wurde damit zum jüngsten AEW World Champion. Regal warf MJF während des Matches einen Schlagring zu. Im Vorfeld gab es eine Story zwischen Regal und MJF, die ein lange zurück liegendes (reales) WWE Casting zum Inhalt hatte. Damals wurde der jugendliche MJF von Regal, der als Scout bei WWE tätig war, zurückgewiesen. Knapp zwei Wochen nach Full Gear wurde Regal bei Dynamite von MJF attackiert. MJF hatte Regal laut Storyline ausgenutzt, um an den Titel zu kommen und nahm so späte Rache für seine Zurückweisung durch Regal bei dem WWE Casting.
Am 5. März 2023 verteidigte er die World Championship gegen Bryan Danielson in einem 60 Minute Iron Man Match bei Revolution. Nach 60 Minuten stand es unentschieden und das Match wurde auf Anweisung von AEW-Boss Tony Khan fortgesetzt. MJF gewann, indem er Danielson mit einer Sauerstoffflasche niederschlug. Das Match erhielt von Dave Meltzer ein Rating von 5,75 und ist damit das erste 5-Sterne Rating Meltzers für MJF und die bis dato höchste Bewertung in Danielsons Karriere.

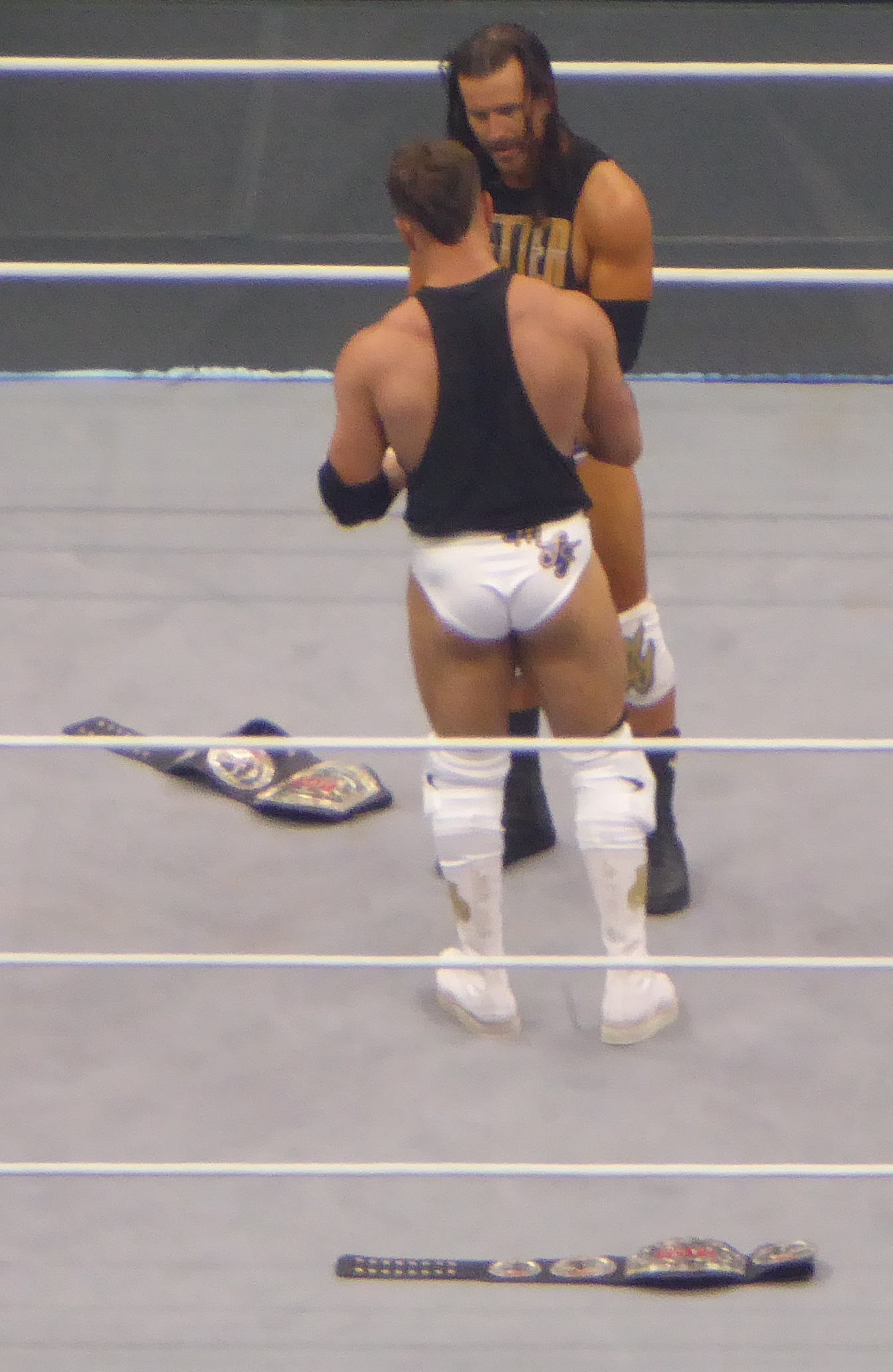
MJF und Adam Cole bei All In in London (2023)

Im Anschluss verteidigte MJF seinen Titel gegen andere junge „AEW-Originale“, die ihrerseits Anspruch auf den Titel erhoben: Jack Perry, Darby Allin und Sammy Guevara. Bei Double or Nothing am 28. Mai gewann MJF ein Four-Way-Match. Weitere Titelverteidigungen gegen Hiroshi Tanahashi und Ethan Page folgten.
Im Juni 2023 begann er eine Storyline mit Adam Cole. Ein Match bei Dynamite endete in einem 30-Minuten-Limit-Draw. Bei Dynamite am 5. Juli wurden MJF und Adam Cole für ein Turnier um ein AEW World Tag Team Championship Titelmatch zusammengelost. Zwischen den beiden Kontrahenten begann sich daraufhin zunehmend eine Freundschaft aufzubauen und Cole gelang es, den ultimativen Heel MJF für sich zu gewinnen. Sie gewannen das Turnier, verloren allerdings das Titelmatch gegen FTR. Nach dem Match drohte der frustrierte MJF Adam Cole mit dem World-Title-Gürtel niederzuschlagen, warf den Gürtel aber beiseite und umarmte Cole. MJF wurde damit zum ersten Mal in seiner AEW Karriere zum Face. Ihr Tag Team Name wurde eine Kombination ihrer beiden Catchphrases: Better Than You Bay Bay.
MJF versprach Cole ein Titel-Match bei All In in London am 27. August. Zugleich bestritten sie bei der Zero-Hour von All In gemeinsam ein Match um die ROH World Tag Team Championship gegen Aussie Open, das sie gewannen. Im Main Event von All In, dem mit 81.000 Zuschauern im Wembley-Stadion bisher größten AEW Event, gewann MJF gegen Cole. Beide Wrestler deuteten mehrfach einen Heel-Turn an, blieben jedoch fair und umarmten sich nach dem Match. Die Story zwischen den beiden wurde von AEW als „Feel-good Bromance of the Summer“ vermarktet.
Im Anschluss verletzte sich Cole folgenschwer und musste pausieren. MJF verteidigte seinen World-Title unter anderem gegen Kenny Omega. Die ROH Tag Team Championship verteidigte er zusammen mit Samoa Joe, der dafür ein Match um den World-Title forderte. Zugleich begann eine als Teufel maskierte Figur bei den AEW Shows aufzutauchen. Bei Dynamite am 27. Dezember sollten MJF und Samoa Joe die ROH World Tag Team Championship gegen die Handlanger des Teufels (The Devil’s Masked Men) verteidigen, Joe wurde jedoch scheinbar Backstage attackiert, was dazu führte, dass MJF die Titel alleine verteidigen musste und verlor. Im Anschluss wurde er von den Heels weiter attackiert, bis Samoe Joe zum Ring kam, der sich jedoch als Verbündeter des Teufels herausstellte. Drei Tage später, bei Worlds End am 30. Dezember, verlor der angeschlagene MJF seinen World-Title gegen Samoa Joe nach 406 Tagen Regentschaft, der bis dahin längsten in der AEW Geschichte. Nach dem Match wurde MJF von Roderick Strong, Matt Taven, Mike Bennett und Wardlow angegriffen, die sich als The Devil’s Masked Men zu erkennen gaben, während Adam Cole sich als der Teufel herausstellte. Nach der Veranstaltung wurde berichtet, dass MJF aufgrund von Verletzungen eine Auszeit nehmen würde.

#### Comeback (seit 2024)
Nach einem halben Jahr gab er bei Double or Nothing am 26. Mai 2024 sein Comeback und attackierte Adam Cole. Nachdem es immer wieder Gerüchte gegeben hatte, MJF könnte AEW verlassen, stellte er in einer Promo klar bei AEW zu bleiben und enthüllte auf seinem Bein ein Tattoo mit dem AEW Logo und einem Zitat von Kobe Bryant: „Bet on yourself “ („Wette auf dich selbst“). Am 3. Juli wandelte er sich wieder zum Heel und attackierte Daniel Garcia, in die Story wurde auch Will Ospreay involviert.

## Sonstiges
Friedmann ist jüdischer Herkunft und hat sich mehrfach zum Thema Antisemitismus geäußert. Nach dem Terrorangriff der Hamas auf Israel 2023 trat er bei Veranstaltungen als Redner auf und berichtete etwa von antisemitischen Erfahrungen denen er als Kind ausgesetzt war. Das Thema wurde ebenfalls in den AEW Shows im Zuge einer Fehde gegen Jay White eingebaut.
2023 spielte Friedmann eine kleine Nebenrolle im Film The Iron Claw, der das Schicksal der Von Erich Familie zum Inhalt hat. Friedmann spielte Lance Von Erich.

## Titel und Auszeichnungen

### Titel
- All American Wrestling
  - AAW Heritage Championship (1×)

- All Elite Wrestling
  - AEW World Championship (1×)

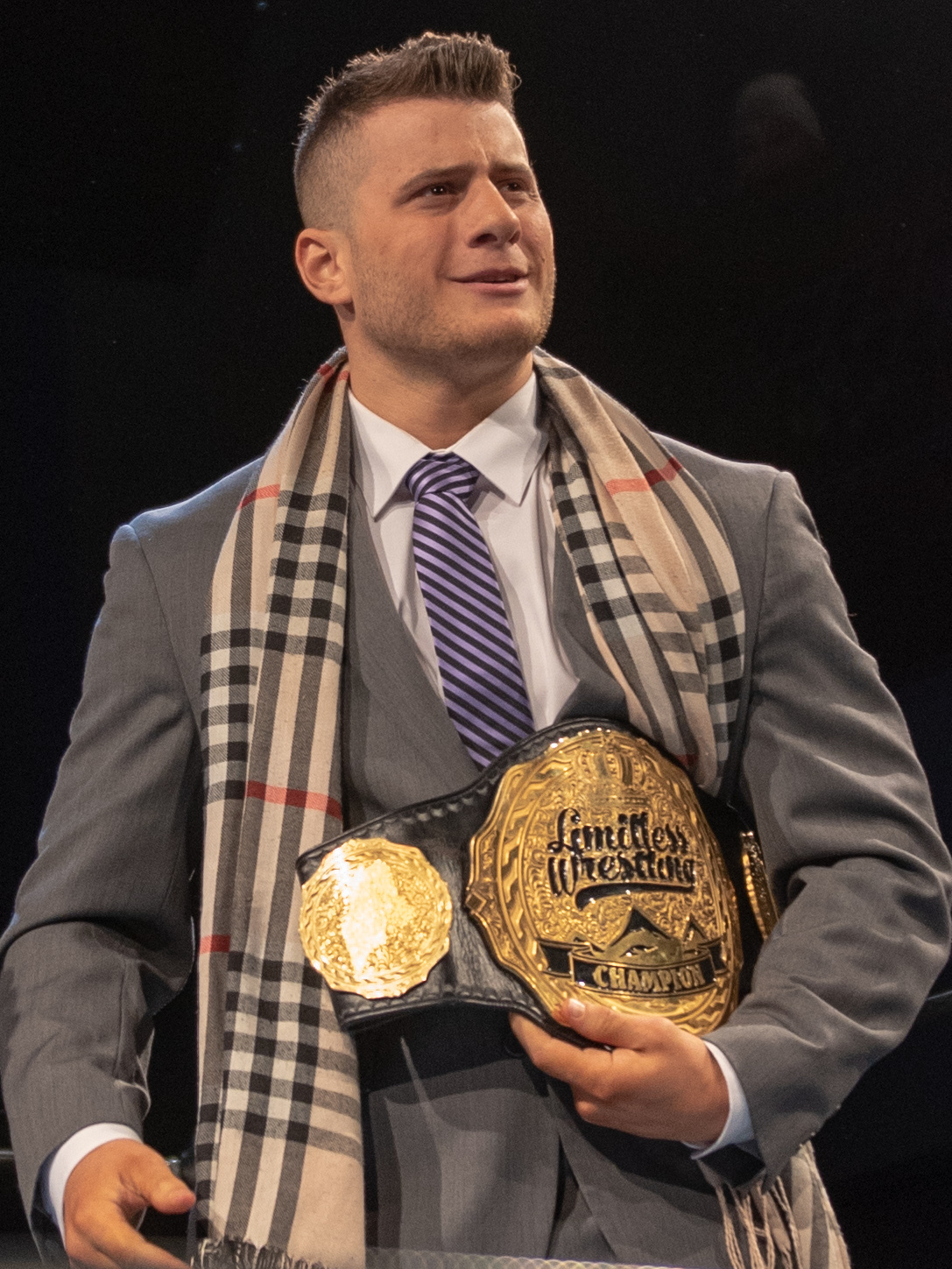
MJF als Limitless World Champion (2019)

  - Dynamite Diamond Ring (2019, 2020, 2021, 2022, 2023, 2024)
  - ROH Tag Team Championship (1×) mit Adam Cole (Better Than You Bay Bay)

- Alpha-1 Wrestling
  - A1 Outer Limits Championship (1×)

- Combat Zone Wrestling
  - CZW World Heavyweight Championship (1×)
  - CZW Wired Championship (2×)

- Dramatic Dream Team
  - DDT Iron Man Heavy Metal Championship (1×)

- Inspire Pro Wrestling
  - Inspire Pro Pure Prestige Championship (1×)

- Limitless Wrestling
  - Limitless Wrestling World Championship (1×)

- Major League Wrestling
  - MLW Middleweight Championship (1×)
  - MLW World Tag Team Championship (1×) mit Richard Holliday

- Maryland Championship Wrestling
  - MCW Rage Television Championship (1×)

- Rockstar Pro Wrestling
  - American Luchacore Championship (1×)
  - Rockstar Pro Trios Championship (1×) mit Ace Romero und Clayton Jackson

- WrestlePro
  - WrestlePro Tag Team Championship (1×) mit Valerio Lamorte

- Xcite Wrestling
  - Xcite International Championship (1×)

### Auszeichnungen
- CBS Sports Wrestling Awards
  - Rookie of the Year (2019)

- Pro Wrestling Illustrated
  - Feud of the Year (2021) mit Chris Jericho
  - Feud of the Year (2022) mit CM Punk
  - Most Hated Wrestler of the Year (2021, 2022)
  - Faction of the Year (2021) – mit The Inner Circle

- Wrestling Observer Newsletter Awards
  - Best on Interviews (2021, 2022)
  - Most Charismatic (2020, 2022, 2023)

## Filmografie
- 2023: The Iron Claw
- 2025 Happy Gilmore 2